# Stenlille (Stenløse Sogn)
|  | Stenlille er også en bebyggelse i Stenlille Sogn i Sorø Kommune, se Stenlille |
Stenlille er en bebyggelse i Stenløse Sogn i Egedal Kommune.

## Historie
Stenlille omtales første gang 28. oktober 1405 som Stenløsælidlæ. Navnet står i modsætning til Stenløsemagle (Stenløse), der kendes helt tilbage til 1260
Stenlille bestod i 1682 af 6 gårde og 1 hus uden jord. Det samlede dyrkede areal udgjorde 243,5 tønder land skyldsat til 75,12 tønder hartkorn. Dyrkningsformen var trevangsbrug.